# Vyšný Mirošov
Vyšný Mirošov est un village de Slovaquie situé dans la région de Prešov.

## Histoire
Première mention écrite du village en 1567.

## Démographie

### Évolution de la population
| Année:               | 1994. | 2004.    | 2014.   | 2024.   |
| -------------------- | ----- | -------- | ------- | ------- |
| Nombre de personnes: | 533   | 590      | 597     | 572     |
| Différence:          |       | +10,69 % | +1,18 % | -4,18 % |

| Année:               | 2023. | 2024.   |
| -------------------- | ----- | ------- |
| Nombre de personnes: | 573   | 572     |
| Différence:          |       | -0,17 % |